# Zozo
Pour les articles homonymes, voir Zozo (homonymie).
Zozo est le héros d'une bande dessinée animalière de C. Franchi publiée dans le périodique belge pour enfants Le Journal de Francette et Riquet à partir de 1935 et reprise en album de 1935 à 1941 par les éditions Touret. Après avoir marqué une génération d'enfants, le personnage est tombé dans l'oubli du grand public mais reste considéré par les spécialistes comme une sorte de classique un peu mythique,.

## Histoire
Le personnage de Zozo est apparu dans le journal pour enfants Le Journal de Francette et Riquet en 1935. Sept albums (grand format, souple) ont été publiées de 1935 à 1941 et rééditées après guerre, vers 1946-1948. Les six premiers recueillaient les planches parues dans la revue tandis que le septième proposait du matériel inédit. Une tentative de relance du personnage vers 1973 a cependant échoué[réf. nécessaire]. Zozo, qui a les traits d'un singe, mais qui porte un pagne de bananes, est accompagné dans ses aventures par un marin et un savant (Croquefer et Microbus) ces seconds rôles du costaud et du savant distrait, stéréotypes issus de Pim Pam Poum, et souvent repris par la suite, jusque chez Tintin et Spirou.

## Un impact fort sur une génération
Les aventures de Zozo ont marqué une génération. L'historien de la littérature enfantine Raymond Perrin écrit : « Des albums apparemment médiocrement dessinés peuvent laisser des souvenirs très forts. C'est le cas avec le singe Zozo, tour à tour « explorateur », « inventeur », « marin » ou « officier » de 1934 à 1940 dessiné par l’énigmatique Franchi et publié par René Touret. »
Certains albums reflètent très fortement les préjugés de leur époque, notamment ceux évoquant une guerre entre roitelets africains dans Zozo explorateur (ou Zozo officier ?)[réf. nécessaire].
Zozo est ensuite tombé dans l'oubli de la part du grand public. Au XXIe siècle, il n'est plus connu que de ses anciens lecteurs ainsi que des collectionneurs et des spécialistes. Ces derniers voient en la série un classique - certes secondaire mais un peu mythique - de la bande dessinée. L'historien belge de la bande dessinée Thierry Groensteen le cite ainsi : « Avant la Seconde Guerre mondiale, innombrables sont les titres d’albums qui s’inscrivent dans la déclinaison des Bécassine chez les Turcs (1919), Bibi Fricotin fait le tour du monde (1930) et autres Zozo explorateur (1934). »

## Albums
1. Zozo explorateur (1934)
2. Zozo en Amérique (1935)
3. Zozo en avion (1936)
4. Zozo marin (1938)
5. Zozo inventeur (1939)
6. Zozo officier (1940)
7. Zozo roi de neiges (1941)